# Ouladzimir Niakliaïew
Ouladzimir Prakopavitch Niakliaïew (biélorusse : Уладзімір Пракопавіч Някляеў) ou Vladimir Prokofievitch Nekliaïev (russe : Владимир Прокофьевич Некляев), né le 9 juillet 1946, à Smarhon, Voblast de Hrodna, république socialiste soviétique de Biélorussie, URSS) est un poète biélorusse, prosateur et homme politique, lauréat de plusieurs prix professionnels et gouvernementaux pour son activité littéraire.
En 2010, il devient candidat à l'élection présidentielle biélorusse de 2010.
Le jour des élections, le 19 décembre 2010, il est arrêté et le 29 décembre il est accusé d'avoir organisé des émeutes. Amnesty international le déclare prisonnier d'opinion.

## Biographie

### Parents
Niakliaïew est né le 19 juillet 1946 à Smarhon, Voblast de Hrodna. Son père, Prakop Mikhaïlavitch Niakliaïew (biélorusse : Пракоп Міхайлавіч Някляеў), est russe et mécanicien de profession. Sa mère, Anastassia Ivanawna Maher (biélorusse : Анастасія Іванаўна Магер), est biélorusse. Son père, originaire de la région de la Volga, est envoyé en Biélorussie occidentale après la fin de la Seconde Guerre mondiale pour y créer des kolkhozes. Dans le raïon de Smarhon à Kreva, il fait la connaissance de la future mère d'Ouladzimir. Il a travaillé comme président du conseil de village à Kreva.

### Éducation
Ouladzimir Niakliaïew a passé son enfance à Kreva où il a terminé sa première année d'école.
De la deuxième à la neuvième année, il a étudié à l'école n°1 de Smarhon. Pendant ses études, il s'intéresse à la musique et joue des cymbalum et de la contrebasse dans l'orchestre de musique populaire Oginski.
De 1962 à 1966, il étudie à l'Institut technique de communication Pendant ses études, il pratique la lutte et la boxe. Il cesse de pratiquer ces sports du fait d'une blessure grave.
Après avoir terminé ses études, il travaille dans sa spécialité à Vladivostok, Taïchet et Norilsk. En 1967, il retourne à Minsk et travaille comme mécanicien-radio dans un studio de télévision jusqu'en 1971,.
Selon Niakliaïew lui-même, en Extrême-Orient, en Sibérie et dans le Nord, il a fait la connaissance d'autres pays, d'autres gens dont il ne soupçonnait pas l'existence. Ses impressions à ce sujet étaient très fortes et sont devenues la source de nombreux poèmes, puis de textes en prose.
En 1969, il entre à la faculté de philologie de l'Université pédagogique d'État de Minsk dont il termine le cursus en 1973. En 1971, sans interrompre ses études à Minsk, il entre au département de poésie de l'Institut de littérature Maxime-Gorki à Moscou, et, en 1972, il est transféré au département de cours par correspondance Litine, puis retourne à Minsk.

### Carrière de journaliste
De 1972 à 1999, il travaille comme journaliste dans un certain nombre de médias biélorusses.
Depuis 1972, Ouladzimir Niakliaïew est collaborateur littéraire à la rédaction du journal Znamia Iounosti. Il a été un des fondateurs de la section satirique et humoristique Piatnitsa
- 1975-1978 : il est rédacteur du bulletin Minsk théâtral ;
- 1978-1987 : il est rédacteur en chef de la rédaction des programmes littéraires de la Compagnie de télévision et de radio biélorusse ;
- 1987-1998 : il est rédacteur en chef du magazine Krynitsa (Rodnik) ;
- 1996-1999 : il est rédacteur en chef de l'hebdomadaire Littérature et art.

La création du magazine littéraire Krynitsa a été une étape importante dans la carrière de Niakliaïew. Le magazine a développé une nouvelle génération de littérature biélorusse. Des poètes réputés, des prosateurs, des philosophes y ont participé tels que : Àles Riazanov, Ouladzimir Arlow, Valentin Akoudovitch, Léonide Dranko-Maïssiok, Léonide Goloubovitch. Selon ce qu'en rapporte Niakliaïew, c'était une constellation brillante. Mais en 1999, à la suite du conflit qui surgit entre lui-même et le pouvoir en la personne du vice-premier ministre Vladimir Zametaline, qui supervise la sphère culturelle, puis avec le président Loukachenko lui-même, Niakliaïew se voit retirer le poste de rédacteur en chef. Finalement le magazine est supprimé.

### Départ et retour
À partir du 6 juin 1999, il vit en Pologne, et annonce publiquement sa rupture avec les autorités biélorusses. Il devient ainsi le premier homme réputé de la culture de la Biélorussie, qui quitte son pays pour des motifs politiques . De Varsovie il part en Finlande, où il vit, à l'invitation du Pen club finlandais . À Helsinki, il a, comme son prédécesseur Vassil Bykaw, le statut d'hôte d'honneur de la ville. Il vit quatre ans en Finlande. Durant cette période il écrit un livre de poèmes, Tak, et un roman Loboukh, des récits et des histoires réunis dans l'ouvrage Centre de l'Europe, un drame intitulé Armageddon. Il retourne à Minsk en 2004 et il y poursuit ses activités d'écrivain et son engagement politique et social.
Jusqu'à son arrestation, en décembre 2010, Niakliaïew vit et travaille en Biélorussie. Il est présent dans la presse périodique avec ses poèmes, des essais, des critiques, et reste engagé dans la vie sociale et politique.

## Œuvre littéraire
Les premiers poèmes d'Ouladzimir Niakliaïew ont été publiés en langue russe, en tant que membre de l'association littéraire Radouga à la rédaction du journal Znamia Iounosti. C'est en langue russe, à la maison d'édition La Jeune garde à Moscou qu'à été publié son premier livre Le jardin du carrefour. Mais il a également donné le manuscrit en biélorusse du même livre Le jardin du carrefour à la maison d'édition Mastatskaïa Litaratoura de Minsk qui l'a publié en 1976 sous le titre Adkryćcio. Certains poèmes extraits de cet ouvrage ont également été publiés en 1979 dans le recueil Jeunes poètes de Biélorussie. Le thème du livre suivant Les Inventeurs des vents est une expérience de voyages en Extrême-Orient et dans le Grand Nord, incarnée dans le poème La Porte des portes. L'auteur a reçu le  prix Lénine Komsomol, ce qui a permis aux critiques littéraires de le classer parmi les poètes citoyens (distants et objectifs) de même que sa poésie, alors que toute sa production est composée de poèmes lyriques.
En 1978, Ouladzimir Niakliaïew devient membre de l'Union des écrivains soviétiques. Sa poésie avait déjà été traduite dans de nombreuses langues à cette époque.
Son premier ouvrage de prosateur est le roman Laboukh (Le musicien), écrit à l'étranger pendant son exil. Il est présenté le 21 septembre 2003. L'écrivain parle de ce roman en ces termes :
« Je voulais écrire sur un homme qui connaissait tout: la gloire, l'argent, les femmes... et tout à coup tout s'effondre. Et quand tout s'effondre il tombe soudainement amoureux. Cela m'intéressait de comprendre quelle voie il prendrait avec ce nouveau sentiment. Mais il y a dans le livre une composante politique incontournable. »
Le deuxième grand roman de Niakliaïew, Le distributeur de soda gazeux ou non, est publié en 2012. Il a suscité de nombreuses controverses et a obtenu le prix international Jerzy Giedroyc.
Trois ans plus tôt, en 2009, dans la série Bibliothèque de l'Union des écrivains biélorusses a été édité l'ouvrage en prose Le Centre de l'Europe qui a reçu le prix du meilleur livre de l'année. Il comprend les récits La Tour, Miron et Miron, Vive le Ier mai!, Retour de la Foi, et encore les récits Le chat de Claudia Lvovna, La Horde d'Or, Haïbakh, Chmel et strannik, Fantik et d'autres encore.

### Éditions
- Adkryćcio (anglais : Discovery), (français : Découverte), Minsk 1976[12]
- Vynachodcy viatroŭ (anglais : Inventors of the Winds), (français : Les inventeurs des vents), Minsk 1979[13]
- Znak achovy (anglais : The sign of Protection), (français : Le signe de la protection), Minsk 1983[14]
- Местное время (anglais : Local Time), (français : Heure locale), Moscou 1983
- Naskroź (anglais : Throughout), (français : Travers), Minsk 1985[15]
- Hałubinaja pošta (anglais : Pigeon Mail), (français : Pigeon postal), Minsk 1987
- Дерево боли (anglais : The Tree of Pain), (français : L'arbre de la douleur), Moscou 1989
- Prošča (anglais : Proshcha), (français : Proshcha), Minsk 1996[16]
- Vybranaje (anglais : Selected works), (français : Mots choisis), Minsk 1998
- Łabuch (anglais : Musician), (français : Le musicien), Saint-Petersbourg 2003[17]
- Tak (anglais : Yes), (français : Oui), Minsk 2004[18]
- Centar Eŭropy (anglais : The Center of Europe), (français : Le centre de l'Europe), Minsk 2009 (prose works)[19]
- Kon (anglais : Con), (français : Kon), Minsk 2010[20]

En 2008, dans la série La voix du poète, un livre audio des poèmes d'Ouladzimir Niakliaïew a été publié par l'auteur.
En 2009, dans la série Bielarouski zbor est paru un volume de poésie et de prose de Niakliaïew avec une préface de Ryhor Baradouline,.
En octobre 2010, un nouveau recueil de poèmes d’Ouladzimir Niakliaïew a été publié à Moscou sous le titre Okno (Fenêtre) dans une traduction de différents poètes russes. Le poète réputé Evgueni Evtouchenko déclare que: «C'est un livre fort et pur, parfois profession de foi, parfois proverbial, parfois folklorique, mais toujours rempli du désir d'apporter du bien aux lecteurs». Evtouchenko écrit dans sa préface qu'il se souvient du jeune Niakliaïew à la fin des années 1960 et qu'il lui avait immédiatement produit une impression positive.
Le 22 décembre 2011, Niakliaïew a présenté un nouvel ouvrage de poésie en vers écrit durant sa période de détention au KGB de la république de Biélorussie, fin 2010, début 2011. Le recueil s'intitule Listi da Voli (Lettres pour la liberté).
En 2015, aux États-Unis, a été publié l'ouvrage en vers Belarus traduit en anglais et en russe par Léonide Zouborev. L'ouvrage a été présenté par le BIA&S pour le prix Nobel.
Niakliaïew  a publié en tout plus de 20 livres de poésie et de prose. Le Pen club de Bielorussie présentera Niakliaïew pour le prix Nobel de littérature.

### Chansons et productions
La comédie fantasmagorique Vavilon de Niakliaïew, mise en scène par Nikolaï Matskevitch est écrite à partie du récit La Tour (Beja) d'Aliakseï Dudareva.
Dans les années 1980, Ouladzimir Niakliaïew travaille beaucoup comme poète, auteur-compositeur-interprète des textes lyriques et romantiques pour les ensembles Pesniary, Siabry, Veracy. Il est l'auteur de chansons populaires de variété connues pour leur interprétation par Yaroslav Evdokimov, Angelica Agourbach, Irina Dorofeïeva, Dzmitryj Wajciuszkiewicz et beaucoup d'autres. Parmi les chansons écrites sur ses poèmes on trouve encore Vin blanc et vin rouge, Jouer comme cela, Vieux rock and roll et d'autres encore,. Beaucoup de chansons sur les poèmes d'Ouladzimir Niakliaïew ont été réalisées par le compositeur Vassili Raintchik. Parmi les succès les plus populaires sur des vers de Niakliaïew, on peut citer : Vas-y cosaque, Si on ne nous aime pas , Je t'aime, J'ai mon honneur, Les amours du bal d'adieu, C'est à nous, Retour, La ville de la jeunesse, l'étoile de l'amour, Caravane, Carnaval, Poupée Madonna, Musique pour tous, Nuages de mes rêves,.
À partir de 1994, il a obtenu de beaux succès dans le genre romance-rétro comme Non, ces larmes en sont pas les miennes… sur une musique de Mikaël Tariverdiev, produite d'abord pour le film Roman de style russe dans lequel joue l'actrice Angelica Agourbach.

### Commentaire et évaluation
Le philosophe et écrivain Valentin Akoudovitch considère que Niakliaïew a détruit le stéréotype suivant lequel le poète écrit ses meilleurs vers durant sa jeunesse, parce que ses émotions seraient plus fortes à ce moment. Il croit que son poème Un lit pour l'abeille
(Lojak dlia platchy) est le meilleur qu'il ait jamais écrit et un des meilleurs de toute la littérature biélorusse, sinon le meilleur.
L'auteur-compositeur-interprète Dzmitryj Wajciuszkiewicz remarque que malgré leur différence d'âge de 25 ans, il s'entend très bien avec Niakliaïew pour travailler ensemble sur des chansons et sont devenus amis. Il est heureux de travailler avec Niakliaïew.
Dans sa préface à la traduction des poèmes de Niakliaïew  en russe le poète russe Evgueni Evtouchenko écrit que «L'homme qui l'a écrit qu'il devienne ou non un politicien restera toujours un citoyen». Il remarque la renaissance de Niakliaïew non seulement comme poète mais aussi comme voix de conscience et espère que «la même renaissance se produira dans toutes les intelligences du monde».
« …la découverte de l'œuvre de Nekliaïev est à la fois un travail qui nécessite de l'inspiration, et un vol dans un nuage de pensées et de sentiments. Comme l'auteur est assoiffé de travail, se fruits sont visibles. En général pour dire ce qu'est Nekliaïev dans son œuvre et dans la vie, il faut posséder un talent pareil au sien. Niakliaïew  éprouve le besoin de découvrir comment est l'Amérique, Colomb continue à grandir … sources Ryhor Baradouline, poète populaire de Biélorussie »
Le poète et traducteur biélorusse Mihas Skobla, auteur de l'anthologie Beauté et force. Anthologie de la poésie biélorusse du XX s. (2003), considère le recueil de poèmes de Niakliaïew Adieu comme un des meilleurs ouvrages de poésie des cents dernières années.
Dans l'ouvrage écrit en 2010 Writing in a Cold Climate: Belarusian Literature from the 1970s to the Present Day, le professeur britannique Arnold Macmillin, dans un chapitre consacré à Ouladzimir Niakliaïew, examine les particularités de ce dernier en comparant son style à celui de Evgueni Evtouchenko et de Andreï Voznessenski. Il remarque que l'humour, l'ironie et la sarcasme de la poésie et la prose de l'auteur contrastent avec la tristesse et le découragement dans la culture biélorusse en général. Macmillin considère qu'en commençant tard sa carrière littéraire au milieu des années 2000, Niakliaïew  a déjà atteint l'apogée de son talent.
Au début février de l'année 2011, le poète tchèque et ancien dissident Zbyněk Hejda a dédié un poème à Niakliaïew Un si vieux jeu.
Le 17 février 2011, le PEN club biélorusse, sur avis du poète Hienadz Buraukin (en) a proposé à l'unanimité la candidature d’Ouladzimir Niakliaïew au Prix Nobel de littérature.

## Activité politique et sociale

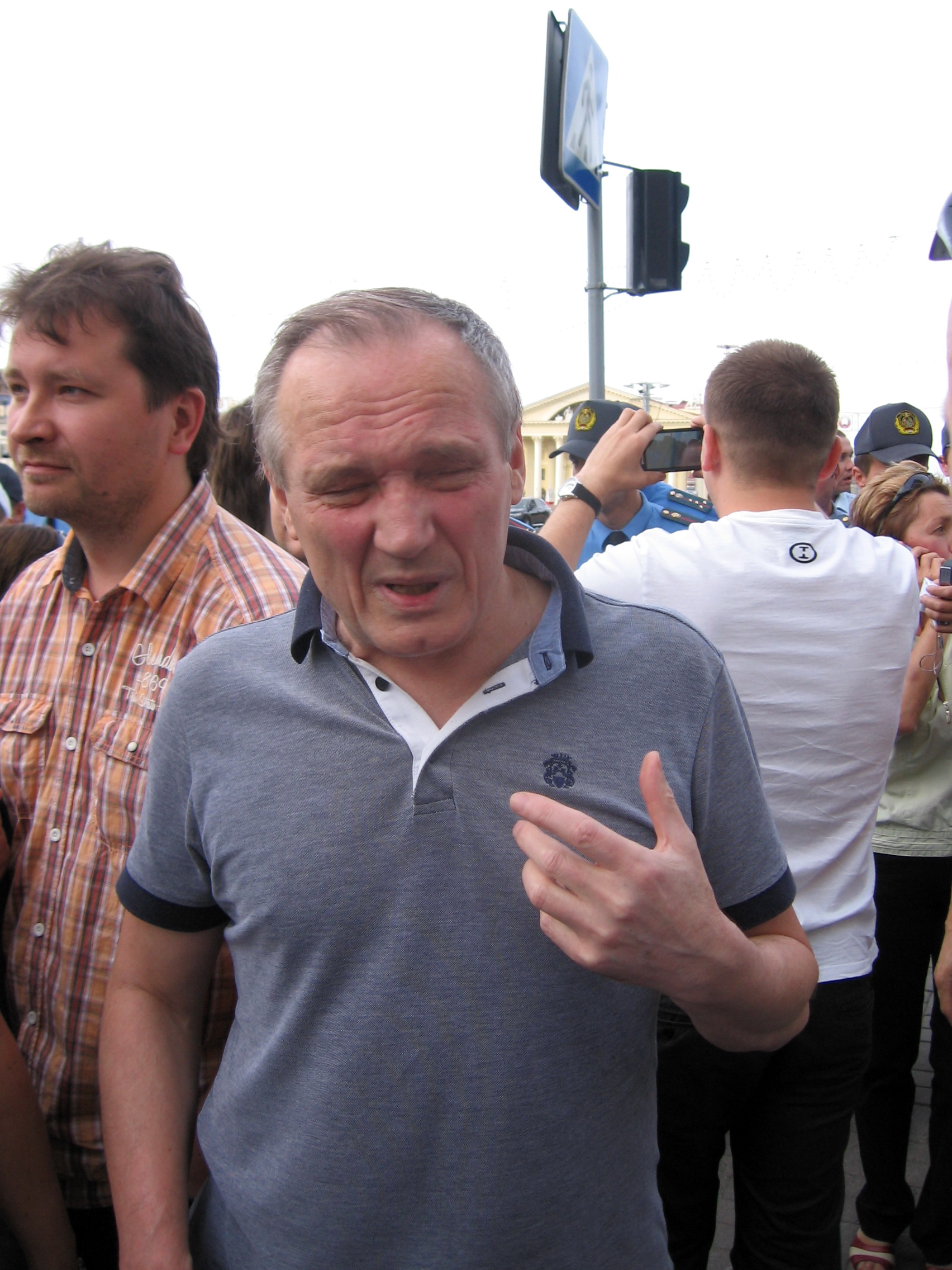
Au cours de l'action Révolution via les réseaux sociaux

Ouladzimir Niakliaïew était membre du conseil de la jeunesse créative et scientifique auprès
du Komsomol, membre également de l'association théâtrale biélorusse
En 1998, il succède à Vassil Zouïonak au poste de président du conseil d'administration de l'Union des écrivains biélorusses et l'a dirigé jusqu'en 2001 lorsqu'Olga Ipatova lui a succédé. Il a également été membre du Conseil de l'Union des écrivains biélorusses.
Selon les dires d'Ouladzimir Niakliaïew, après son élection à la présidence de l'Union des écrivains, il a du communiquer avec le président de la Biélorussie Alexandre Loukachenko, qui a dû le considérer comme le chef des écrivains biélorusses. Niakliaïew a essayé d'établir un dialogue entre l'intelligentsia et les pouvoirs politiques. À la même époque un accord a été signé en vue de créer l'Union de la Russie et de la Biélorussie, ce qui a mécontenté de nombreux écrivains biélorusses qui ont protesté publiquement contre cette Union. C'est le début du conflit entre le président Loukachenko et Niakliaïew.
En 1999, durant quelques mois, les autorités biélorusses ont examiné les comptes financiers de la revue Krynitsa qu'Ouladzimir Niakliaïew  avait longtemps dirigée.
Au début juin 1999, Niakliaïew écrit un article dans la revue Volonté du peuple dans lequel il accuse les autorités du pays de détruire la culture nationale. À la fin du mois de juin il part en Pologne où il demande le droit d'asile. Quelques jours après son arrivée en Pologne, Ouladzimir Niakliaïew déclare avoir été prévenu par un haut responsable de l'administration présidentielle qu'il avait l'intention de l'inculper pour violation des lois sur la gestion financière et de l'arrêter.
Lors du 13e congrès extraordinaire de l'Union des écrivains biélorusses, la veille de l'élection présidentielle biélorusse de 2001, une résolution a été présentée pour soutenir le candidat de l'opposition et déclarer que le président en exercice Alexandre Loukachenko détenait le pouvoir illégalement et n'avait pas le droit de présenter sa candidature.
Ouladzimir Niakliaïew est l'un des fondateurs du PEN club biélorusse, créé en novembre 1989 ensemble avec Vassil Bykaw, Ryhor Baradouline, Alexandre Riazanov, Carlos Sherman (es) et d'autres. En 2005, Niakliaïew est élu à la tête du PEN club mais, le 10 avril 2009, il abandonne cette fonction de son plein gré. Andreï Hadanovitch lui succède.

### CampagneDis la vérité

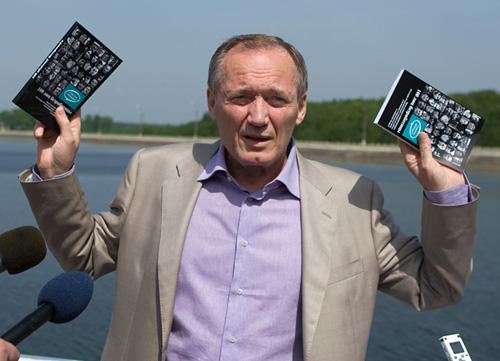
Présentation du livre 100 personnes au chômage 2 juin 2010 au cours de la campagne Dis la vérité

Le 25 février 2010, Ouladzimir Niakliaïew est l'initiateur et le chef de la campagne publique Dis la vérité (en) (Govori pravdou).
La raison de cette initiative réside, selon Niakliaïew, dans la demande croissante dans la société biélorusse pour des informations véridiques sur la situation dans le pays, alors que les autorités embellissent la situation et cachent des informations ou mentent effrontément,.
Le 18 mai 2010, Niakliaïew a été arrêté par les forces de l'ordre biélorusses avec deux autres dizaines de militants de la campagne Dis la Vérité (en),,, il est libéré le 21 mai. Un certain nombre d'organisations biélorusses et internationales ont protesté contre les poursuites à l'encontre de Niakliaïew et ses collaborateurs,,,,,,.
Le conflit entre Niakliaïew et la autorités russes s'est poursuivi en Biélorussie mais aussi en dehors du pays. En particulier dans une déclaration à l'Écho de Moscou du 2 septembre 2010, Niakliaïew a déclaré que son intervention prévue à l'avance à la Foire internationale du livre de Moscou avait été perturbée par la protestation de la délégation officielle biélorusse, qui a menacé de quitter la foire du livre si la parole lui était donnée.
Le 27 août, les résultats déjà connus de la campagne Dis la vérité ! ont été communiqués. Lors d'une conférence de presse les organisateurs ont communiqué aux journaliste les résultats suivants : environ 80 actions de la campagne ont eu lieu dans 33 villes et villages du pays depuis le début de la campagne. 55 000 signatures exigeant la résolution d'un certain nombre de problèmes ont été recueillies. Niakliaïew a déclaré que les militants ont réussi à atteindre les citoyens biélorusses et à la conscientiser sur le fait que les problèmes devaient être résolus à l'échelle mondiale. Il remarque que des responsables locaux avaient donné un accueil favorable à la campagne Dis la vérité.
La campagne Dis la vérité a été accueillie positivement par un certain nombre de politologues biélorusses. Ainsi le candidat en philosophie, ancien directeur du centre d'information et d'analyse près du président de la république biélorusse Iouri Barantchik a remarqué la nouveauté de cette campagne et ses bases idéologiques intéressantes. Selon ce chercheur c'est le premier projet biélorusse intéressant depuis 1994 dans la masure où il est financé non par des pouvoirs extérieurs à la Biélorussie, mais par des biélorusses résidant en Russie. Barantchik considère que ce nouveau type d'opposition a plus d'avenir que le nationalisme.

### Élection présidentielle de 2010

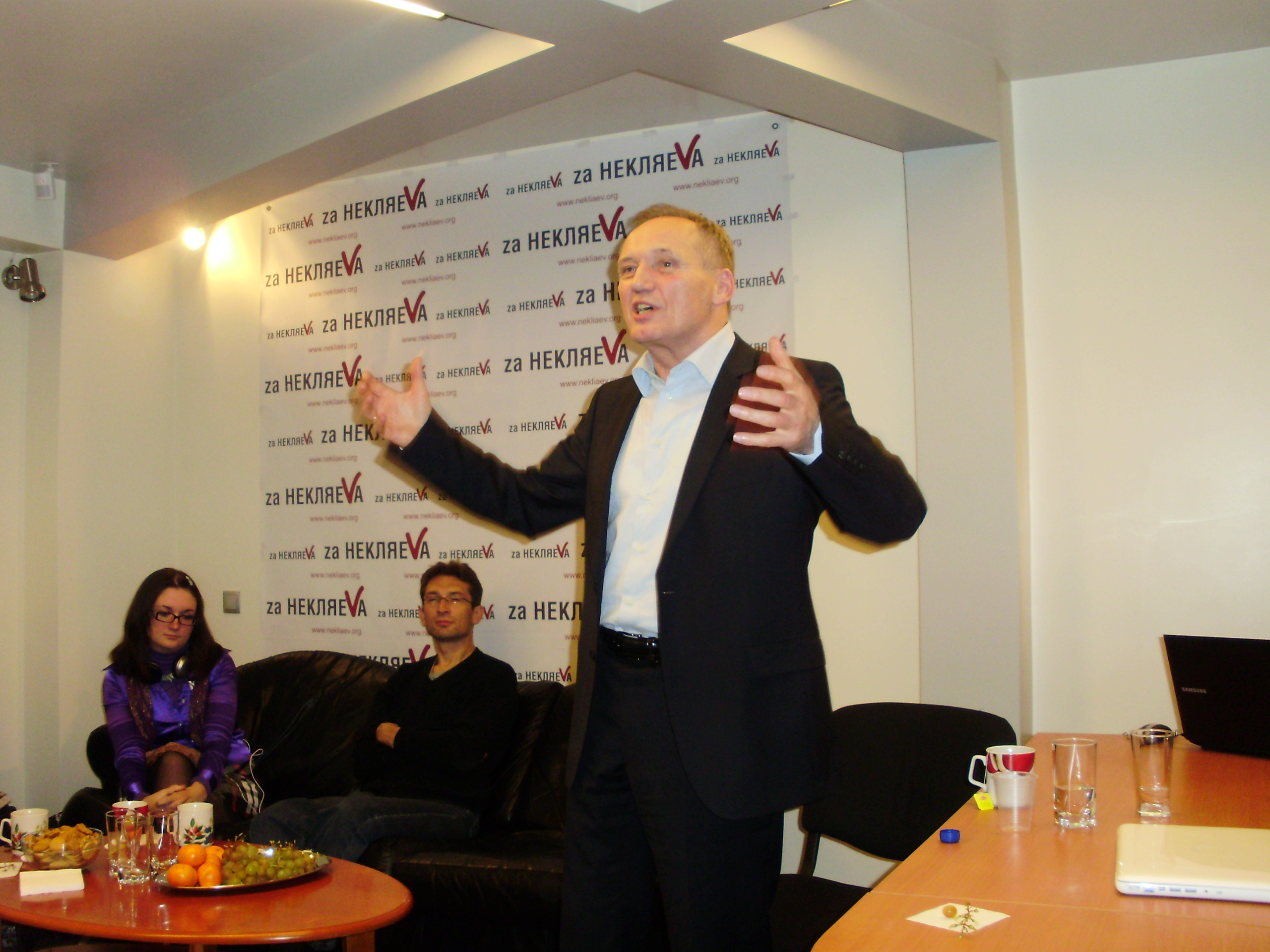
Ouladzimir Niakliaïew avec des blogueurs de Minsk, le 6 octobre 2010.

Après le début de la campagne Dis la vérité une série de chroniqueurs ont exprimé l'avis que cette campagne pouvait servir de tremplin pour la candidature au poste de président de Biélorussie, ,,. Ouladzimir Niakliaïew a nié les hypothèses de sa candidature avant septembre 2010,.
Le 19 juillet, lors d'une réunion avec les industriels biélorusses, Niakliaïew a annoncé qu'il envisageait de devenir délégué de la quatrième Assemblée populaire de toute la Biélorussie, qui aurait lieu le 6-7 décembre 2010. 20 000 signatures de citoyens biélorusses lui suffisaient pour y parvenir ,,, bien que cette forme de délégation ne soit pas encore prévue par la législation actuelle du pays. Dans une interview au journal Biélorussie et le marché, Ouladzimir Niakliaïew a considéré que cette étape signifiait le passage de la campagne du domaine purement social vers le champ purement politique . Selon Niakliaïew, il a réuni 25 000 signatures en vue de sa nomination, mais il n'a pas été admis à la réunion.
Le 2 septembre 2010, sur les ondes de la radio Écho de Moscou, Ouladzimir Niakliaïew a annoncé son intention de présenter sa candidature à la présidence de la Biélorussie lors de l'élection présidentielle biélorusse de 2010.
Il a été critiqué massivement lorsqu'il a avoué avoir tué un chaton dans son enfance, ce qu'il a plus tard décrit dans son ouvrage Réflexions,,.
Le 27 septembre 2010, la Commission centrale de Biélorussie pour les élections et référendums républicains a enregistré l'initiative d'un groupe favorable à la nomination d'Ouladzimir Niakliaïew comme candidat à l'élection présidentielle. Officiellement l'effectif de ce groupe s'élevait à 3 275 personnes, qui a recueilli 231 040 signatures, dont 193 829 ont été remises à la Commission électorale,. Le 18 novembre Niakliaïew a été enregistré en tant que candidat à l'élection présidentielle de la Biélorussie.
En novembre, le président Loukachenko, dans une interview au journal français Le Figaro, a déclaré qu'il détenait des informations sur le financement de Niakliaïew, et également sur celui de Sannikov par la Russie.
Selon l'opposition et Ouladzimir Niakliaïew lui-même, ces données sont falsifiées, qui le présentent comme ayant recueilli 1,78 % des voix.
Le 19 décembre, dans la soirée, le jour des élections, peu avant le rassemblement des opposants sur la place d'Octobre à Minsk, Niakliaïew a été battu par les services spéciaux de la milice, alors qu'il se trouvait avec un groupe de personnes sur le lieu du rassemblement non autorisé ,,,,,,, et Ouladzimir Niakliaïew
est transporté à l'hôpital dans un état grave. Dans la nuit du 19 au 20 décembre, les policiers ont emmené Niakliaïew hors de l'hôpital. Selon la version du ministère de l'intérieur les policiers ont arrêté deux véhicules contenant des produits explosifs appartenant à la direction du parti d'Ouladzimir Niakliaïew. Les représentants de la direction du parti, les journalistes témoins, et les experts ont réfuté cette version de la police et affirment que les véhicules interceptés contenaient des appareils d'amplification radio. Le staff électoral d'Ouladzimir Niakliaïew 
a été arrêté presque au complet,.
Dans le journal Biélorussie aujourd'hui, qui appartient au président de la république de Biélorussie, le 14 janvier 2011 a été publié l'article Dans les coulisses d'un complot. Niakliaïew y est traité d'ancien alcoolique et accusé de collaboration avec une puissance étrangère. Le politologue canadien David Marples remarque l'anonymat de l'article mais considère qu'il reflète la position officielle. La collaboratrice d'Ouladzimir Niakliaïew pour sa campagne électorale, la politologue bachelière en philosophie Svetlana Naoumova commentant la publication du journal du pouvoir l'estime grossière et mensongère. Le cinéaste et rédacteur en chef Viktor Dachouk qualifie de pareilles accusations à l'égard de Niakliaïew de dépravation morale grave. Le directeur du bureau du parti de Niakliaïew, Andreï Dmitriev, a déclaré qu'il envisageait de poursuivre le journal devant les tribunaux bien qu'il estime que ces tribunaux sont entièrement à la solde du pouvoir.

### Affaire pénale
Après son arrestation, Ouladzimir Niakliaïew a été placé dans un centre de détention du SIZO (KGB) et n'a pu atteindre son avocat que le 27 décembre,.
Le 29 décembre 2010, Ouladzimir Niakliaïew a été inculpé sur base de l'article 293 du code pénal de la république de Biélorussie pour organisation d'émeutes. La peine prévue par cet article est fixée de 5 à 15 ans de privation de liberté. Dans cette affaire 54 personnes ont été inculpées et soupçonnées, au nombre desquelles Andreï Dmitriev et une série d'autres activistes .
L'arrestation de Niakliaïew et d'autres acteurs politiques a provoqué des protestations à l'extérieur du pays,,,. Le 11 janvier 2011, Amnesty International a reconnu Niakliaïew comme prisonnier de conscience.
Plus tard, Niakliaïew a raconté que sa première source d'information durant la semaine durant laquelle se trouvait en détention était un morceau de journal avec l'appel de Evgueni Evtouchenko pour sa défense trouvé dans les toilettes. Niakliaïew raconte : « On me disait : qu'as-tu fait! Les gens ont été réprimés à cause de toi — des centaines sont morts! Tu dois être jugé comme ennemi du peuple ! J'ai compris que si c'était comme cela, cela n'aurait pas été écrit par Evtouchenko ».
Le 29 janvier, Niakliaïew a été libéré du centre de détention et placé en résidence surveillée sous la garde de deux agents du KGB. Certains chroniqueurs considèrent qu'à ce moment les autorités se trouvaient sous la menace de sanctions économiques de la part de l'Union européenne et des États-Unis,. En même temps, comme l'a relaté Olga, l'épouse de Niakliaïew, il lui est interdit de communiquer avec quelqu'un d'autre que son épouse, même avec ses médecins, d'utiliser le téléphone ou internet et d'approcher de la fenêtre,,,.
Le 19 janvier, la question Niakliaïew a été posée au parlement de Finlande à l'initiative des députés finlandais et de Eva Niakliaïew qui vit en Finlande et l'initiative citoyenne « Liberté pour Niakliaïew » a été créée. L'écrivain finlandais Iokka Mallinen a déclaré dans un interview à Radio européenne pour la Biélorussie:
« Niakliaïew, pour nous est un poète adopté, un citoyen adopté. Sa pensée est telle, que lorsque Loukachenko le tourmente, il tourmente notre homme finlandais, le poète finlandais. »
Selon Mallinen, la Finlande est prête à accorder l'asile à Niakliaïew ainsi qu'à d'autres prisonniers politiques biélorusses.
Le 30 mars, sa mise en examen a été requalifiée sur base de l'article 342 du Code pénal en Organisation et préparation d'actes qui violent gravement l'ordre public ou y participent Les sanctions prévues par cet article sont des amendes ou un emprisonnement allant jusqu'à trois ans.
Le 16 mai 2011, la Radio polonaise pour l'étranger a communiqué qu'une centaine de personnalités de la culture de différents pays avaient signé une lettre de solidarité avec Niakliaïew et exigé sa libération par les autorités biélorusses. Parmi les signataires on trouve la poétesse polonaise Prix Nobel de littérature Wisława Szymborska, professeure à l'Université Vytautas-Magnus, l'historien britannique Timothy Garton Ash et beaucoup d'autres.
Le tribunal a condamné le 20 mai 2011 Niakliaïew à deux ans de prison avec sursis. Niakliaïew a fait appel du jugement devant le tribunal municipal de Minsk, mais cet appel n'a rien modifié à sa condamnation. Le 27 mai le président des États-Unis, Barack Obama a condamné les décisions des tribunaux biélorusses contre Niakliaïew et les autres représentants de l'opposition et a déclaré que son pays les considéraient comme des prisonniers politiques.
Quant à l'affaire pénale qui aurait dû résulter du fait que Niakliaïew a été battu par des inconnus le 19 décembre 2010, elle n'a jamais été ouverte. Le procureur justifie son refus d'intervenir du fait que les forces spéciales du KGB ne sont pas intervenues ce jour-là suivant le ministère de l'intérieur contre Niakliaïew et ses partisans. Le procureur général de Biélorussie Grigori Vassilevitch a affirmé en janvier 2011 que cette affaire avait déjà été étudiée dans le cadre de l'affaire de l'émeute.

## Après sa libération
Après sa libération, Niakliaïew a poursuivi ses activités sociales et politiques dans le cadre de la campagne Dis la vérité. En mars 2015, selon une étude de l'Institut indépendant lituanien d'études socio-économiques et politiques, il obtenait le plus haut score parmi les politiciens de l'opposition avec 7,6 % de bonnes opinions avec une question ouverte et 9,4 % avec une question fermée. Le 8 avril 2015, il annonce qu'il quitte les structures de l'opposition et explique que les négociations pour arriver à nommer un candidat unique à l'élection présidentielle et à un programme commun n'ont pas abouti. Il ajoute que les valeurs les plus élevées pour lesquelles il entend continuer à travailler sont l'indépendance et la démocratisation future de la Biélorussie ,,.
Niakliaïew prend part à la manifestation des entrepreneurs individuels en Biélorussie en 2016, ainsi qu'aux protestations de 2017 contre le décret №3.

## Prix et récompenses, nominations
- Prix du Komsomol (1979) pour son poème Le chemin des chemins (Dorogi dorog) et pour son recueil de poèmes Les inventeurs de vents (Vynahodtsy viatrou) en 1979.
- Ordre de l'Insigne d'honneur (1986) pour sa contribution à la littérature
- Prix d'État de la république de Biélorussie Ianka Koupala (1998) pour son livre en vers et le poème Prochtcha publié en 1996 [124],[125].
- Premier prix du 1er festival international de poésie slave Poiouchtchie pismena (lettres chantantes)(Tver, Russie) en 2009 [34].
- Prix Gliniany Viales 2010 (biélorusse : Гліняны Вялес) pour son recueil de vers Kon. Les poèmes de deux siècles (biélorusse : Кон. Вершы двух стагоддзяў). Le prix a été créé en 1993 par L'Association des écrivains libres pour le meilleur livre en biélorusse de l'année[126].
- Prix littéraire Natallia Arsienieva (2017; pour le meilleur livre poétique- le recueil Seulement des vers [127].

### Vidéos
- (be) Album photo d'Ouladzimir Niakliaïew [vidéo] « Фотоальбом Владимира Некляева », sur YouTube
- (be) Ouladzimir Niakliaïew lit le poème Stsiag [vidéo] « Уладзімір Някляеў чытае верш «Сцяг» », sur YouTube
- (be) Ouladzimir Niakliaïew lit le poème Le 20 juillet 1999[vidéo] « Уладзімір Някляеў чытае верш «На 20 ліпеня 1999 года» », sur YouTube